# Grudzielec Nowy
Grudzielec Nowy (do 31 grudnia 2002 Nowy Grudzielec) – wieś w Polsce położona w województwie wielkopolskim, w powiecie ostrowskim, w gminie Raszków, ok. 15 km na północ od Ostrowa Wlkp.
Miejscowość przynależała administracyjnie przed rokiem 1932 do powiatu pleszewskiego, w latach 1932–1934 do powiatu jarocińskiego, w latach 1975–1998 do województwa kaliskiego, a w latach 1934–1975 i od 1999 do powiatu ostrowskiego. W latach 1954–1961 wieś należała i była siedzibą władz gromady Grudzielec Nowy, po jej zniesieniu w gromadzie Biniew. 1 stycznia 2003 nastąpiła zmiana nazwy z Nowy Grudzielec na Grudzielec Nowy.
Zobacz też: Grudzielec